# Българска Македония
„Българска Македония“ е български вестник, излизал в 1882 година. Редактор на вестника е Петър Драгулев. Вестникът стои на националистически позиции.